# Britta Holmström
Britta Holmström (i riksdagen kallad Holmström i Linköping), ogift Ringius, född 8 april 1911 i Vallsjö församling, Jönköpings län, död 4 oktober 1992 i Lund, var en svensk biståndsarbetare och politiker (folkpartist).

## Biografi
Britta Holmström blev filosofie kandidat vid Lunds universitet 1935 med ämnena nationalekonomi, filosofi och religionshistoria, och medicine hedersdoktor där 1961. År 1938 tog hon initiativ till Praghjälpen, senare omdöpt till Inomeuropeisk Mission (numera Individuell Människohjälp), vars ordförande hon blev 1947. Under åren efter andra världskriget organiserade hon hjälpcentraler åt nödlidande i Polen, Tyskland och Österrike.
Hon var riksdagsledamot i andra kammaren för Östergötlands läns valkrets från den 3 december till den 31 december under 1952 års höstsession i riksdagen.

### Familj
Britta Holmström var en av två döttrar till grosshandlaren John Ringius från Piteå, som var verksam i Sävsjö och har kallats fågelholkens fader, och Alma Thunander från Vrigstad. Hon gifte sig 1936 med Folke Holmström (1902–1978) och fick barnen Stefan 1938, Monica 1940, Helge 1942, Erland 1943, Christopher 1949 och Mikael 1955. Makarna Holmström är begravda på Brunnby kyrkogård.

### IM:s pris till Britta Holmströms minne
Sedan 1998 delar organisationen Individuell Människohjälp (IM) ut ett årligt pris till Britta Holmströms minne. Priset delas ut till någon som gör viktiga insatser för sina medmänniskor, i Sverige eller internationellt, som kämpar för människors rättigheter eller har väckt opinion mot våld, förtryck eller rasism. Från och med 2024 delas priset ut tack vare en donation av familjen Palerius i Göteborg.

#### Pristagare:[11]
- 2024 - Sakariya Hirsi, för att han lyft sorgen, traumat och berättelserna i förorten och för att han ”är en förebild som inspirerar och visar att när man agerar och organiserar sig med andra kan man skapa opinion och förändra i både det stora och det lilla”.
- 2023 - Pausad prisutdelning.
- 2022 - Elin Anna Labba och Nina Gualinga. Elin Anna Labba "för att hon spridit viktig kunskap om en del av Sveriges mörka historia: tvångsförflyttningarna av samer". Nina Gualinga "för att hon står upp för urfolks rättigheter och synliggör likheterna mellan förtrycket av samer och förtrycket av Kichwafolket i Ecuador".
- 2021 - Nicolas Lunabba, för att han "med stort personligt engagemang, tillsammans med Helamalmö, försökt förbättra livsvillkoren för unga i de områden andra kallar utsatta, men som han kallar försummade".
- 2020 - Kent Wisti för att han "formulerar sig med skärpa mot rasism och intolerans och får oss att både skratta och sätta skrattet i halsen".

- 2019 - Lovette Jallow, "för sin kamp mot rasism och förtryck och för att hon ständigt sprider kunskap om jämlikhet och mänskliga rättigheter".
- 2018 - Maria Teresa Rivera, "för sitt livsviktiga arbete för kvinnors rättigheter i El Salvador".
- 2017 - Linnéa Claeson, "för sitt idoga och humoristiska synliggörande av systematiskt kvinnohat i samhället".
- 2016 - Dona Hariri, "för sitt långvariga och brinnande engagemang för alla människors rätt att känna till sina rättigheter".
- 2015 - Siavosh Derakhti, "för sitt arbete med organisationen Unga mot antisemitism och främlingsfientlighet (UMAF) och för sitt brinnande engagemang för en medmänskligare värld".
- 2014 - Özz Nüjen, "för sitt arbete mot främlingsfientlighet och utanförskap i ett samhälle fyllt av fördomar och föreställningar och för att han uppmanar till engagemang och höjda röster".
- 2013 - Foujan Rouzbeh, för arbete mot hemlöshet och insatser i Soppkök Stockholm.
- 2012 - Maria Moraes, Unga Kris, "för att hon hade egen kraft att ta sig vidare från en svår ungdomstid med bland annat kriminalitet och institutionsplacering och för att hon sedan använt den kraften för att hjälpa och stödja andra i samma situation".
- 2011 - Sara Kjellqvist, "för sitt stora civilkurage att anmäla missförhållanden på sin arbetsplats, genom att ta ställning för patienter mot kollegor och arbetsledare".
- 2010 - Nikoo Bazsefidpay, grundare av Tandläkare utan Gränser, "för att i sann IM-anda visat handlingskraft och medmänsklighet ... genom insatser för att förbättra munhälsan i världen i länder där denna är eftersatt".
- 2009 - Peter Kelly, grundare av Kakbank, "för att med hjälp av modern kommunikationsteknik parad med god kontroll av låntagare och genomförande skapat Kakbank genom vilken dess medlemmar kan stödja hållbar utveckling och fattigdomsbekämpning i många utvecklingsländer".
- 2008 - Nabila Abdul Fattah, "för hennes personligt medmänskliga engagemang för unga kvinnor som utsätts för olika slags orättvisor".
- 2007 - Carina Carlström, frilansjournalist, "för hennes djupa humanitära engagemang för barn, ungdomar och vuxna i textilindustrin i Sydasien", där hon belyst de fattigas svåra situation med barnarbete, långa arbetsdagar, låg lön, bristande hälsovård samt förbud mot fackföreningar..

## Utmärkelser
- 1950 - Svensk Damtidnings akademis pris ”för storsinnat initiativ och inspirerande gärning i humanitetens tjänst”[12]
- 1954 -  Kommendör av Förbundsrepubliken Tysklands förtjänstorden (KTyskRFO)
- 1960 -  Ledamot av Vasaorden (LVO)
- 1961 - Festskrift till Holmströms 50-årsdag "Individuell människohjälp: en bok till Britta Holmström 8. 4. 1961"[13]
- 1973 - mottagare av Serafimermedaljen[14]
- 1977 - mottagare av Benemerenti-medaljen av påven[15]
- 1997 - Britta Holmströms gata i Lund uppkallad efter Holmström[16]